# Климов, Павел Юрьевич
Па́вел Ю́рьевич Кли́мов (15 сентября 1951 — 22 декабря 2024) — советский и российский военный, политический деятель. Руководитель направления по вопросам социально-правовой защиты членов Ассоциации ветеранов подразделений антитеррора «Альфа». Проходил службу в группе «А» («Альфа») Комитета государственной безопасности СССР, подполковник запаса, участник штурма дворца Амина в декабре 1979 года и многих боевых операций по освобождению заложников.
С 2 июня 1996 по 4 июня 2000 года являлся главой города Долгопрудного Московской области.

## Биография
Родился 15 сентября 1951 года в городе Химки, в семье рабочих.
После окончания средней школы год отработал токарем на заводе, затем был призван в ряды Вооружённых сил СССР, где окончил школу сержантского состава.

### Карьера в «Альфе»
Вернувшись из армии поступил на службу в подразделение по борьбе с терроризмом — группу «А» («Альфа») КГБ СССР, получив воинское звание младший лейтенант.
С первых дней нёс боевую службу, участвовал в боевых действиях в Афганистане, во многих боевых операциях по освобождению заложников.
В декабре 1979 года командовал отрядом при штурме дворца председателя революционного совета Афганистана Хафизуллы Амина. Был тяжело ранен.
За время службы получил высшее юридическое образование. Уволился в запас в 1990 году, в воинском звании подполковник.

### Политическая деятельность
После увольнения, Климов представлял интересы жителей города Долгопрудный в Городском Совете и Московской областной Думе первого созыва.
2 июня 1996 года Павел Климов одержал победу на первых всенародных выборах главы города Долгопрудный, среди шести кандидатов, набрав 7351 голос (41,13 %). Глава администрации города — Татьяна Александровна Алябьева, стала второй, получив 6126 голосов (34,28 %).
В мае 2000 года, пытался баллотировался на второй срок, однако проиграл выборы с перевесом в 167 голосов первому заместителю генерального директора Московского камнеобрабатывающего комбината Олегу Троицкому, поддержанному «алябьевцами» и частью левой оппозиции и набравшему 6987 голосов (36,59 %), у Павла Климова — 6621 (34,67 %).
Состоял в Ассоциации ветеранов подразделения антитеррора «Альфа». Являлся руководителем направления по вопросам социально-правовой защиты членов Ассоциации.
Проживал в городе Долгопрудном.
Скончался 22 декабря 2024 года в возрасте 73 лет. Похоронен на Троекуровском кладбище.

## Награды
- орден Красного Знамени[7];
- медаль «В память 850-летия Москвы»;
- медаль «60 лет Вооружённых Сил СССР»;
- медаль «70 лет Вооружённых Сил СССР»;
- медали «За безупречную службу»; I, II и III степеней;
- медаль «За ратную доблесть»;
- нагрудный знак «Воину-интернационалисту»;
- медаль «Воину-интернационалисту от благодарного афганского народа»;
- знак «За отличие в боевых операциях» (ФСБ России).